# Diego de Santillán y Pineda
Diego de Santillán y Pineda fue un administrador real español nombrado por el rey Felipe II de España gobernador de Yucatán el 27 de diciembre de 1569, aunque no tomó posesión de su cargo sino hasta marzo de 1571. Antes de ser gobernador de Yucatán, había sido designado por el rey gobernador de Santa María en el Virreinato de Nueva Granada, en junio de 1567, y después de Cuba, en agosto del mismo año, pero ninguno de los dos nombramientos cobró efecto.

## Datos biográficos e históricos
Aunque Diego de Santillán, homónimo de quien había sido visitador y también gobernador de Yucatán, en 1550, durante el juicio de residencia que se siguió al adelantado Francisco de Montejo, fue nombrado gobernador de Yucatán en 1569, no llegó a la península de Yucatán para asumir sus funciones sino hasta 1571.
A su llegada a la provincia, Diego de Santillán hubo de enfrentar graves calamidades que le tuvieron muy ocupado los años que duró su administración.  En primer término se enteró, a poco de haber llegado, que los litorales estaban siendo acosados por piratas y que era necesario reforzar tanto la vigilancia como los sistemas de defensa de los puertos de la península que carecían de los más elementales recursos para contener los ataques de los bucaneros extranjeros. El gobernador sabía que no había podido asumir el cargo de gobernador de Cuba, porque el rey había decidido retirarle a él la designación con que lo había beneficiado, para poner la isla de Cuba y la península de la Florida de manera unificada, bajo las expertas manos de Pedro Menéndez de Avilés, precisamente por los riesgos cada vez más presentes de los ataques de piratas franceses e ingleses que ya para esa última parte del siglo XVI asolaban los litorales de la región.
Con estos antecedentes recibió la noticia en mayo de 1571 de que la población de Hunucmá, había sido saqueada por piratas que habían desembarcado en el puerto de Sisal. En la población que se encuentra cuatro leguas tierra adentro, camino de la capital, Mérida, los piratas se habían posesionado de la plaza, de la iglesia y del monasterio, profanando y robando todo lo que de valor encontraron. El gobernador mando inmediatamente soldados para enfrentar a los enemigos que tuvieron tiempo de huir, regresar a sus navíos e iniciar la retirada hacia la costa oriental de la península con su cargamento y un grupo de rehenes indígenas. En la isla de Cozumel se refugiaron los piratas en esa ocasión y hasta ese lugar decidió perseguirlos el contingente enviado por el gobernador. Ahí fueron interceptados y al haber sido tomados por sorpresa, se les redujo y apresó recuperándose el botín que habían logrado en Hunucmá. Los piratas fueron trasladados a Mérida para ser castigados por herejía, al saberse que se trataba de franceses protestantes, y también por piratería.
Después de este episodio que mantuvo ocupado a Diego de Santillán, tuvo que hacerse cargo de una epidemia de peste (algunos historiadores mencionan a la viruela). La sequía por su lado, hizo en el año de 1572, grandes estragos en la península de Yucatán que vio reducida su producción agrícola y como consecuencia debió enfrentar brotes severos de hambre en la región con la consiguiente dispersión de los indígenas mayas que huían de la situación internándose en la selva para buscar su sustento. Esto agravó la situación de las poblaciones que se quedaban sin suministros y sin la mano de obra para reponerlos por nuevas siembras. El gobernador enfrentó los acontecimientos con entereza al abrir a la población todos los almacenes de granos que existían, impidiendo con ello la especulación y el uso inequitativo de los pocos alimentos disponibles.
Durante su gestión el gobernador Santillán se abrieron caminos en la península, concluyéndose el de Sisal, que habría de convertirse en la porción norte del Camino Real, que unía Mérida con San Francisco de Campeche. También instaló en ese puerto un servicio de celador y guarda para mejor control de la importación y exportación de mercancías que se realizaban por ese lugar y para prevenir situaciones, como el desembarco ocurrido de los piratas franceses que saquearon Hunucmá.
Recibió en su tiempo una cédula real que le urgía a terminar los trabajos de la Catedral de Yucatán, mismos que avanzaron significativamente bajo su cuidado, aunque la obra no fue concluida entonces. Al término de su mandato, Diego de Santillán, llegó con gran enemistad con los funcionarios del Ayuntamiento de Mérida ya que el gobernador impulsó las visitas a los pueblos de indios a fin de reducir y limitar los abusos de muchos encomenderos que ejercían influencia sobre los ediles meridanos, que eran perpetrados en contra de los pobladores mayas.
En septiembre de 1573 llegó su sucesor, Francisco Velázquez de Gijón. Después de entregar el gobierno, Santillán viajó a España, para posteriormente regresar a establecerse definitivamente en Yucatán. Contrajo nupcias con Beatriz de Montejo, descendiente del adelantado Francisco de Montejo, con quien tuvo dos hijas, Mariana y Beatriz. Heredó de su mujer, a la muerte de esta, varias encomiendas en la península, pero, a pesar de ello, Santillán falleció en la mayor pobreza, en Mérida, el 11 de julio de 1585.